# Markéta Lazarová (kniha)
Markéta Lazarová je román Vladislava Vančury. Vyšel poprvé roku 1931 v edici Pyramida jako její 15. svazek.
Jedná se o baladickou prózu, věnovanou Jiřímu Mahenovi, který byl Vančurovým vzdáleným příbuzným. Je situována do kraje mladoboleslavského, do časů, „kdy král usiloval o bezpečnost silnic, maje ukrutné potíže se šlechtici, kteří si vedli doslova zlodějsky, a co je horší, kteří prolévali krev málem se chechtajíce“. Právě díky této časové a místní neurčitosti nelze považovat Markétu Lazarovou za román historický v pojetí scottovském či jiráskovském, třebaže se zcela prokazatelně odehrává v dávné minulosti, podle historiků pravděpodobně někdy v období vrcholného středověku, tj. ve 13. století. Nevystupují v ní historické osobnosti, děj se nepodřizuje dobovým reáliím, nicméně král Přemysl Otakar II. je dobře znám svým budováním zemských stezek a zajišťováním jejich bezpečnosti.

## Název
V rukopisu a v ukázce otištěné v listopadu 1930 ve Zvěrokruhu, stejně jako na obálce prvního vydání od Jindřicha Štyrského, je název Margareta Lazarová. Vančura jej zřejmě přejmenoval až po vytištění obálky. Na titulní straně i v textu prvního vydání je křestní jméno hlavní hrdinky s dlouhým é, tj. Markéta. Druhé vydání z roku 1933, opět změnilo jméno hlavní hrdinky i název na Marketa Lazarová, v některých dalších knižních vydáních je od té doby uváděno Marketa, v jiných Markéta. Film Františka Vláčila je uváděn pod názvem Marketa Lazarová.

## Příběh
Děj je zasazen do oblasti nedaleko Mladé Boleslavi. Zde žijí dvě znepřátelené loupežnické rodiny – Kozlíkova a Lazarova. Kozlíkova činnost přitáhne pozornost krále, který proti němu vyšle vojsko. Kozlík se pokusí o smír a spojenectví s Lazarem, ale k vyjednávání pošle divokého syna Mikoláše, který Lazara napadne a poté je těžce zbit. Kozlík následně vypálí Lazarovu tvrz a zajme jeho dceru Markétu. Ta měla být zaslíbena Bohu a strávit život v klášteře, jenže mezi loupežníky nalézá lásku v Kozlíkově synovi Mikoláši. (viz též Stockholmský syndrom).

### Postavy
- Kozlík – loupeživý šlechtic, který má se svou ženou Kateřinou osm synů a devět dcer. Sídlí na tvrzi Roháček. Je surový a krutý. Je však zároveň statečný a hrdý. Je ochotný bojovat za svůj způsob života a nebojí se pro dosažení cíle zemřít. Autor jej nazval loupeživým rytířem. Jeho děti mu jsou podobné. Jeho hlavním soupeřem je Lazar a jeho loupeživá rodina. Svým počínáním proti sobě Kozlík poštve královské vojsko a to jej vede k pokusu o usmíření s Lazarem.
- Lazar – sídlí na tvrzi Obořiště. Jeho loupežná banda soupeří s Kozlíkem. Lazar je opakem Kozlíka. Dle autora je to obyčejný lapka. Odmítne bojovat proti královskému vojsku.[6]
- Mikoláš – Kozlíkův nejdivočejší syn. Je statečný, ale surový. Unese Markétu a zamiluje se do ní.
- Markéta – dcera Lazarova, která měla být původně zaslíbena Bohu. Je však unesena a postupně se zamiluje do Mikoláše.
- Kristián – syn saského šlechtice, kterého unese Kozlíkova banda. Zamiluje se do Kozlíkovy dcery Alexandry. Je citlivý a nerozhodný.
- Alexandra – dcera Kozlíkova. Zamiluje se do Kristiána. Předtím měla milenecký poměr se svým bratrem Adamem.
- Pivo – hejtman královského vojska. Svoji přezdívku získal díky tomu, že dříve obchodoval s pivem.[7]

## Recenze
Markéta Lazarová byla ve své době přijata velmi dobře, o čemž svědčí nejen velké množství pozitivních recenzí v dobových časopisech, ale také to, že vyhrála v anketě Lidových novin o nejzajímavější knihu roku 1931. Autor za ni v témže roce obdržel Státní cenu za literaturu.
Literární kritikové ve svých kritikách shodně upozorňovali na vysokou hodnotu jazyka, jímž je kniha napsána. Vladislav Vančura, znechucen rozbředlým jazykem českého impresionismu a realismu, přišel s jazykem pro tu dobu nezvyklým, jazykem obtížným, stylizovaným, přesto však jednoduchým a výstižným, a proto kritiky pozitivně hodnoceným.

### Názory jednotlivých kritiků
F. X. Šalda nazval Markétu Lazarovou knihou „až nedovoleně krásnou a omamnou“.
Roman Jakobson zhodnotil román ve své kritice: „Tento sloh, snad poněkud romanticky – řekl bych – hankovsky přebarvený, žije plným životem v Markétě Lazarové a znovu překvapuje svou úžasnou jednoduchostí, zhuštěností a dynamičností.“ Dodal také, že nebýt právě tohoto jazyka, byla by Markéta Lazarová pouze dalším průměrným zbojnickým románem, neboť zápletkou ani dějem se od nich v nejmenším neodlišuje.
Arne Novák časovou a místní neurčitost románu příliš nevítal a kritizoval: „Zmýlil by se však notně ten, kdo by tuto raubířskou dobrodružnost chtěl jakkoliv uvést v blízkost historických románů, odvozujících se z ušlechtilého romantismu scottovského (…) obrací se zády ke kulturní archeologii a nechce pranic věděti o ideovém pozadí, natož o hlubším smyslu jevů, které nanáší až pastosně (…) Jaké potom starožitnictví bez chronologie? Nač zájem o zbraně, kroje, mravy a zvyklosti, nedbá-li spisovatel schválně o určení století? (…) Zde v prudkém sledu, ráz na ráz, s opětovným překvapením a na pohled bez logiky se rozvíjejí děje Markéty Lazarové, pod nimiž by se ani inteligence nejúporněji slídící nedopátrala skladných idejí, hýbajících dějinami. Nebojuje se tu a nevraždí ani ve jménu víry ani za národnost; lapkové, rytíři a královští žoldnéři nestojí ve službách stavů nebo hospodářských zájmů, pražádná význačná stránka našich dějin se neilustruje.“ Většině kritiků, na rozdíl od Arne Nováka, nevadilo pevné neukotvení v dějinách, uvědomovali si, že doba, v níž se kniha odehrává, je pouhým pozadím pro vykreslení psychologie jednotlivých postav a pro fabulačně neomezené tvoření děje.
Karel Sezima v pojetí historie jen jako literárního pozadí naopak viděl výhodu: „(…) nepoután realistickým detailem, skutečnostmi dávnověkými ani novodobými, oproštěn naopak jak od úzkých zřetelů současných, tak od šedivé historické průkaznosti, může básník s neomezenou svobodou obrazivosti i fabulační motivace dosyta ukájet své záliby v primitivním barbarství pudů, v nezřízených výbuších a slepých náruživostech lidské přírody.“
Ladislav Štoll Vančurův jazyk hodnotil velice pozitivně: „Knihami tohoto básníka se ubíráte, jako byste kráčeli proti proudu kamenité řeky, jdete těžce, avšak osvěžené smysly nás mámí jakousi hořkou vizionářskou krásou prokleté lidské práce, hořkou krásou srdce Marhoulů, těchto novodobých Kristů“ (prvotních křesťanských duší, pozn. autora). Karel Sezima vyzdvihuje především to, že se „vyhnul okázalému kultu slova pro ně samo (…) lze tu viděti, nejlíp, kolik v písemnictví rozhoduje umělecké jak, básnická kvalita nad syrovou látkou nebo myšlenkovou předmětností.“
Rozporuplně hodnocenou věcí je přítomnost Vančury v díle jakožto vypravěče. Václav Renč ji vnímal jako prvek narušitelský („jsou to ponejvíce ty pasáže, je jich naštěstí málo, kde Vančurovi uteče názor anebo kde se najednou setkáte s člověkem na místech, na nichž jste ho nečekali“), zatímco např. A. M. Píša právě toto oceňuje („Vančura si uchovává výsadu naivních lidových vypravěčů: oslovuje důvěrně čtenáře i své postavy, glosuje jejich počínání i osudy, prokládá vyprávění úvahami i mravním ponaučením“).
Někteří kritikové ocenili také fakt, že se jedná o první Vančurův román s ženskou hrdinkou. František Götz napsal: „(…)Vančura byl dosud básníkem mužským povýtce (…) S uzráváním názorovým, jež se projevilo v Markétě Lazarové, souvisí i to, že se zde poprvé v díle Vančurově objevuje jako základní kompoziční element vroucně postižený ženský osud (…) Touto kresbou ženského osudu dostalo se Vančurovu románu živelné vitality a v ohledu básnickém velké názorové srostitosti. (…)“. Arne Novák naopak Vančurovi vyčítal, že je Markéta pouze v názvu, že román už pojednává spíše o Kozlíkovi a jiných než přímo o ní, že ona je spíše prostředkem k posunování děje než samotným posuzovatelem.

### Shoda kritiky při ocenění umělecké hodnoty
Dobové ohlasy na Markétu Lazarovou byly v mnoha směrech podobné – kritikové se zamýšleli nad nekonkrétním pojetím historie a téměř vždy se shodovali, že to nikterak nesnižuje uměleckou hodnotu díla, oceňovali jazyk, jímž je kniha psána, zdůrazňovali lidskost a pudovost Vančurových postav.
Uměleckou kvalitu knize neupíral nikdo, kritiky se lišily jen tím, kde viděly její místo mezi dosavadními knihami Vančurovými. František Götz napsal: „Považuji tento román za dílo rozhodujícího významu ve vývoji tohoto básníka (…), poprvé pronikl ke kořenům pravé epičnosti. Teprve v Markétě Lazarové však dal Vančura to, co dává každé dobré epické dílo: rozproudil slavnou vlnu kolektivního osudu celého rodu v nejnebezpečnější době a dal iluzi velebně plynoucího času, jenž s sebou strhuje lidský osud. K tomuto cíli vede jedině vnitřní uzrání, jež se projevuje oproštěním názorovým a plnou epickou předmětností. (…) i vidím v Markétě Lazarové jedno z nejpozoruhodnějších románových děl naší nové produkce a doklad toho, že generace dozrává.“ Zrovna tak psal i Václav Renč: „(…) mezník důležitý nejen pro samotného Vančuru, nýbrž i pro celkový vývoj románové tvorby v našich zemích.“ A velice podobně se vyjadřuje i A. M. Píša: „Markéta Lazarová, díla autorova vyzrávání, je jednou z nejkrásnějších knih naší mladé prózy.“ Oproti tomu J. B. Čapek uvedl: „Hrdelní pře i Markéta Lazarová jsou díla umělecky silná, z určitého hlediska však lze soudit, že jsou jen zastávkami a nikoli mezníky Vančurova vývoje; autor Pekaře Jana Marhoula se k dílům skutečně ohniskovým teprve chystá.“
Markéta Lazarová není románem historickým. Podle Jiřího Poláčka (*1951) je to: „(…) básnický mýtus, oslavující lásku, životní plnost a intenzitu, družnost, aktivitu, odvahu a zároveň polemizující s mdlým životním stylem a rozkošnou složitostí literatury dvacátého století.“

## Film
Kniha byla v roce 1967 s velkým úspěchem filmově zpracována režisérem Františkem Vláčilem s Magdou Vášáryovou v hlavní roli. Roku 1998 byl film v anketě filmových kritiků a publicistů vyhlášen nejvýznamnějším filmem stoleté historie české kinematografie.

#### Primární
- VANČURA, Vladislav. Markéta Lazarová, 14. vyd. Praha: Československý spisovatel, 1980. 234 s.

#### Sekundární
- Poláček, Jiří: Portréty a osudy. Albert, Boskovice, 1994
- Poláček, Jiří: Vladislav Vančura. Akademické nakladatelství, Brno 1994
- A. M. Píša: Třicátá léta. Československý spisovatel, Praha 1984
- Goetz, František: Literatura mezi dvěma válkami. Československý spisovatel, Praha 1984
- Štoll, Ladislav: Z bojů na levé frontě. Svoboda, Praha 1977
- Novinové a časopisecké články viz pozn. aparát